# سدم إسباني
السُدم الإسباني (باللاتينية: Sedum hispanicum) نوع نباتي يتبع جنس السدم من الفصيلة المخلدية.

## الموئل والانتشار
موطنه بلاد الشام وتركيا والبلقان وإيطاليا وأوكرانيا.

## مرادفات للاسم العلمي
- (باللاتينية: Sedum boissieri Davidov)
- (باللاتينية:   							                                                          							 								                             	Sedum glaucum Waldst. & Kit.)
- (باللاتينية:   							                                                          							 								                             	Sedum sexfidum M. Bieb.)